# SWTX
SWTX (Server / Workstation Technology eXtended)는 주로 4소켓 서버용으로 슈퍼마이크로에서 사용하는 독점적인 컴퓨터 케이스 및 메인보드 폼 팩터이다.
WTX보다 길지만 좁은 SWTX 메인보드는 크기와 장착 방식 때문에 (E)ATX 케이스와 호환되지 않는다. 마찬가지로 ATX 메인보드는 SWTX 케이스와 호환되지 않는다.
크기: 16 × 13 in (406 × 330 mm)에서 18 × 13 in (457 × 330 mm)까지. 대부분의 SWTX 보드는 이 범위의 중간, 약 16.48 × 13 in (419 × 330 mm)인 것으로 보인다.